# Fale Burman (riksdagsman)
Fale Burman, född 28 januari 1803 i Hietaniemi socken, död 28 december 1876 i Nedertorneå socken, var en svensk köpman, lantbrukare och riksdagsman.
Prästsonen Burman blev, efter studentexamen 1821 i Uppsala, lantbrukare i födelsesocknen från 1824 men etablerade sig sedan i Nedertorneå socken och den nygrundade köpingen Haparanda. År 1832 förvärvade han gården Kopukka i Haparanda by och bedrev där ett stort jordbruk samtidigt som han fick burskap som handlande i Haparanda stad. Därtill ägde han delar av ett sågverk och en kvarn. Hushållet på Kopukka var mycket stort och med tydlig högreståndsprägel. 
Vid riksdagen 1828–1830 var Burman representant för bondeståndet. Som riksdagsman stod han också fadder vid prins Oscars dop i januari 1829. I det kommunala livet var han mycket verksam och invaldes som landstingsman i Norrbottens läns första landsting 1863. Han var riddare av Vasaorden
Burman var son till kyrkoherden Erik Burman och Sofia Margareta Örnberg. Han gifte sig med Brita Catharina Snällman. I äktenskapet föddes barnen Sofia Burman som gifte sig med sin kusin sjökaptenen Gustaf Erik Burman, Gustaf Burman som blev prost och kyrkoherde i Nedertorneå församling, Maria Burman, som gifte sig med häradshövdingen Alarik Castrén i Nykarleby, Charlotta Burman som gifte sig med skeppsredaren och sågverksägaren Niklas Wennerström i Haparanda, Fale Burman som blev sjökapten och bebodde gården Åkroken i Nederkalix, Edla Burman som var ogift och bodde på hemgården Kopukka, Axel Tycho Burman som blev inspektor i Hietaniemi, Amanda Burman som var ogift och bodde på Kopukka, Johanna Burman som var gift med sjökaptenen Carl Oscar Krook i Haparanda och slutligen Erika Burman som var ogift och bodde på Kopukka.